# Adelphion pallibasis
Adelphion pallibasis là một loài tò vò trong họ Ichneumonidae.